# جيمي أودونيل
جيمي أودونيل (بالإنجليزية: Jimmy O'Donnell)‏ هو شخصية أعمال أمريكي، ولد في 3 نوفمبر 1872 في كليفلاند في الولايات المتحدة، وتوفي بنفس المكان في 1 أكتوبر 1946.